# Championnat de Croatie de football 1999-2000
Navigation
Saison précédente Saison suivante
La saison 1999-2000 du Championnat de Croatie de football est la 9e édition de la première division croate. 
Le championnat change de formule par rapport aux deux saisons précédentes : les 12 équipes de 1re division sont groupées au sein d'une poule unique où chaque équipe rencontre ses adversaires trois fois, à domicile et à l'extérieur.
Le Croatia Zagreb, tenant du titre depuis quatre saisons, termine une nouvelle fois en tête du classement et remporte le 6e titre de son histoire. Le club réussit également le doublé en battant l'Hajduk Split en finale de la Coupe de Croatie.

## Les 12 clubs participants
| - Hajduk Split - NK Zagreb - NK Osijek - Croatia Zagreb - NK Slaven Belupo - NK Vukovar - Promu de D2 | - NK Varteks Varazdin - NK Rijeka - HNK Šibenik - NK Istra 1961 - Promu de D2 - HNK Cibalia - NK Hrvatski Dragovoljac Zagreb |

## Compétition
Le barème de points servant à établir le classement se décompose ainsi :
- Victoire : 3 points
- Match nul : 1 point
- Défaite, forfait ou abandon du match : 0 point

### Classement
| Rang | Équipe                         | Pts | J  | G  | N  | P  | Bp | Bc | Diff |
| ---- | ------------------------------ | --- | -- | -- | -- | -- | -- | -- | ---- |
| 1.   | Dinamo Zagreb T C              | 75  | 33 | 23 | 6  | 4  | 83 | 25 | +58  |
| 2.   | Hajduk Split                   | 61  | 33 | 17 | 10 | 6  | 58 | 30 | +28  |
| 3.   | NK Osijek                      | 53  | 33 | 15 | 8  | 10 | 55 | 49 | +6   |
| 4.   | HNK Rijeka                     | 49  | 33 | 14 | 7  | 12 | 54 | 39 | +15  |
| 5.   | NK Slaven Belupo               | 49  | 33 | 12 | 13 | 8  | 34 | 34 | 0    |
| 6.   | HNK Cibalia                    | 45  | 33 | 11 | 12 | 10 | 42 | 39 | +3   |
| 7.   | NK Varteks Varaždin            | 40  | 33 | 10 | 10 | 13 | 32 | 44 | -12  |
| 8.   | NK Zagreb                      | 39  | 33 | 9  | 12 | 12 | 42 | 49 | -7   |
| 9.   | HNK Šibenik                    | 34  | 33 | 8  | 10 | 15 | 33 | 50 | -17  |
| 10.  | NK Hrvatski Dragovoljac Zagreb | 33  | 33 | 8  | 9  | 16 | 36 | 58 | -22  |
| 11.  | NK Istra 1961                  | 30  | 33 | 8  | 6  | 19 | 33 | 61 | -28  |
| 12.  | NK Vukovar P                   | 30  | 33 | 7  | 9  | 17 | 32 | 56 | -24  |

| Légende : Qualifications et relégations | Légende : Qualifications et relégations        |
| --------------------------------------- | ---------------------------------------------- |
|                                         | Qualifié pour la Ligue des champions 2000-2001 |
|                                         | Qualifié pour la Coupe UEFA 2000-2001          |
|                                         | Qualifié pour la Coupe Intertoto 2000          |
|                                         | Relégué en deuxième division                   |

## Bilan de la saison
| Tableau d'Honneur                  |                |
| Compétition                        | Vainqueur      |
| Championnat de Croatie de football | Croatia Zagreb |
| Coupe de Croatie de football       | Croatia Zagreb |

| Qualifications européennes 1999-2000      |                              |
| Ligue des champions 2000-2001             | Qualifiés                    |
| 3e tour préliminaire 2e tour préliminaire | Croatia Zagreb Hajduk Split  |
| Coupe UEFA 2000-2001                      | Qualifiés                    |
| Premier tour Tour préliminaire            | NK Osijek NK Rijeka          |
| Coupe Intertoto 2000                      | Qualifiés                    |
| Premier tour                              | NK Slaven Belupo HNK Cibalia |

| Promotions et relégations |                          |
| Relégué en 2e division    | NK Istra 1961 NK Vukovar |
| Promu en Prva HNL         | NK Marsonia NK Cakovec   |